# Stephan Lichtsteiner
Stephan Lichtsteiner (Adligenswil, 16 gennaio 1984) è un ex calciatore svizzero, di ruolo difensore o centrocampista.
Durante la sua carriera, con le maglie di Grasshoppers, Lazio e Juventus ha vinto 1 campionato svizzero (2002-03), 7 campionati italiani consecutivi (dal 2011-12 al 2017-18) – divenendo lo straniero più scudettato nella storia del calcio italiano –, 5 Coppe Italia (2008-09, e consecutivamente dal 2014-15 al 2017-18) e 4 Supercoppe italiane (2009, 2012, 2013 e 2015).
Convocato nella nazionale svizzera dal 2006 al 2019 – quinto giocatore di sempre per numero di presenze (108) –, fino a diventarne capitano dal 2016, ha preso parte ai mondiali di Sudafrica 2010, Brasile 2014 e Russia 2018, e agli europei di Austria-Svizzera 2008 e Francia 2016.

## Biografia
Sposatosi con Manuela nel 2010, la coppia ha due figli.
A 20 anni, agli albori della sua carriera tra i professionisti, ha fatto un tirocinio semestrale alla Credit Suisse. Al termine dell'attività agonistica investe nel settore dell'orologeria di lusso. Nel marzo 2021 entra a far parte del consiglio di amministrazione del Lugano, club di hockey su ghiaccio.

## Caratteristiche tecniche

### Giocatore
Giocatore che faceva della forza fisica, del dinamismo e della resistenza le sue doti migliori – caratteristiche che gli hanno valso il soprannome di Swiss Express –, grazie alle quali sopperiva ad alcune pecche di tenore tecnico, Lichtsteiner era un jolly di fascia che sul lato destro del campo ben si disimpegnava sia nella fase difensiva sia in quella offensiva.
Impiegato principalmente come terzino nella prima parte della carriera, in coincidenza con il trasferimento alla Juventus inizia a essere utilizzato sempre più nel ruolo maggiormente propositivo di esterno a tutto campo (già sperimentato nei trascorsi al Lilla), a lui congeniale in schemi come il 3-5-2 dove oltre a ripiegare in difesa, poteva spingersi in avanti per effettuare cross dal fondo, servire assist o diventare lui stesso il finalizzatore dell'azione, inserendosi in area e concludendo a rete. Per sua stessa ammissione in partita si dimostrava un calciatore molto aggressivo e combattivo, a tratti fin troppo nervoso, all'opposto rispetto al suo pacato carattere fuori dal campo.

## Carriera

### Giocatore

#### Club

##### Gli inizi
Agli inizi degli anni 1990 comincia a giocare a calcio nelle giovanili della squadra del suo paese natale, l'FC Adligenswil, nel Canton Lucerna. Nel 1996 è acquistato dal Lucerna dove rimane fino al 2000. Debutta da professionista nel 2001 nelle file del Grasshoppers, compagine di Zurigo con cui, nell'annata 2002-03, vince il campionato svizzero.
Nell'estate 2005 è acquistato dal Lilla. Con la società francese, nello stesso anno fa il suo esordio in Champions League, nella gara contro il Benfica. Con la squadra del Nord il difensore lucernese ottiene alla prima stagione il terzo posto in campionato e, nel successivo biennio, contribuisce al raggiungimento dei migliori piazzamenti dei biancorossoblù in Coppa UEFA e Champions League, in entrambi i casi gli ottavi di finale, rispettivamente nel 2005-06 e 2006-07. La terza e ultima annata oltralpe, 2007-08, è inoltre la migliore sottorete per Lichtsteiner grazie a 5 centri totali, di cui 4 in Ligue 1 e 1 in Coppa di Francia.

##### Lazio

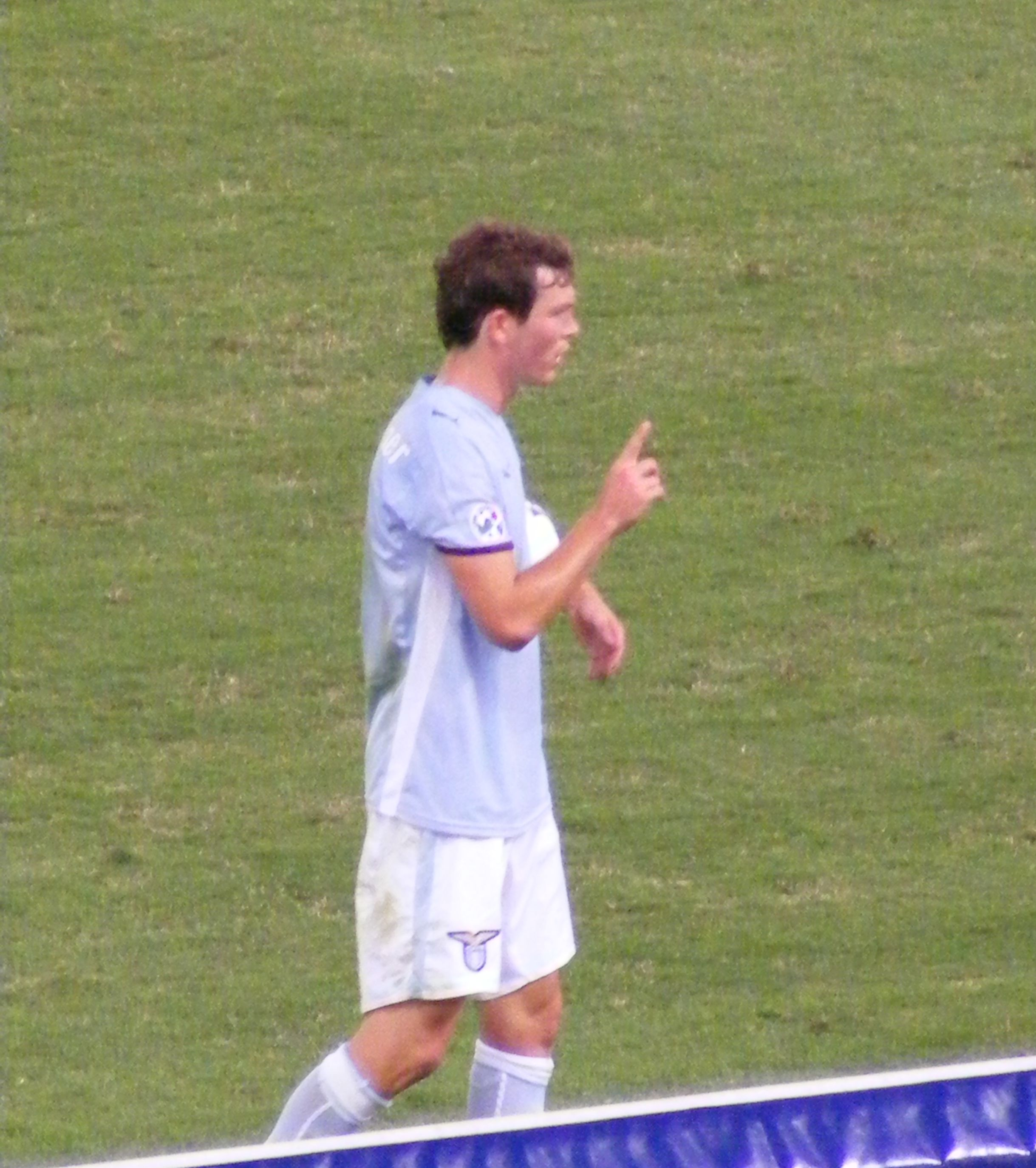
Lichtsteiner nel 2008 con la maglia della Lazio

Nell'estate 2008, dopo essere stato notato da Walter Sabatini, si trasferisce in Italia firmando con la Lazio; prelevato oltralpe per 933 000 euro, nella rosa capitolina va a sostituire il suo compagno di nazionale Valon Behrami. Il 31 agosto 2008 gioca la sua prima partita in Serie A, in Cagliari-Lazio (1-4). Alla sua prima stagione il tecnico Delio Rossi lo impiega come titolare nel ruolo di laterale destro di difesa. Segna il primo gol in biancoceleste nel derby capitolino dell'11 aprile 2009, portando il risultato sul 3-1. Chiude la stagione con 33 gare in campionato e 4 presenze in Coppa Italia compresa quella nella finale vinta ai rigori l'8 maggio, contro la Sampdoria, nella quale è fra i rigoristi.
La stagione successiva, che vede l'arrivo sulla panchina laziale di Davide Ballardini, inizia con la vittoria della Supercoppa italiana a Pechino a spese dei campioni d'Italia dell'Inter. Nei mesi successivi la squadra gioca al di sotto delle aspettative sicché nel febbraio 2010, quando Ballardini viene esonerato, la Lazio è terz'ultima in campionato; con l'arrivo del nuovo tecnico Edoardo Reja, Lichtsteiner segna reti pesanti: quella del vantaggio contro il Siena, nella partita vinta 2-0, e quella del pareggio nella trasferta contro il Milan terminata sull'1-1. Con il cambio d'allenatore, il giocatore ottiene maggiore sicurezza e le sue prestazioni migliorano notevolmente: grazie agli ottimi risultati ottenuti nel finale di stagione, nel quale il difensore svizzero contribuisce attivamente, la squadra biancoceleste risale la classifica concludendo il torneo al dodicesimo posto.
Nella sua terza annata alla Lazio, il giocatore è schierato come esterno in una difesa a quattro, al fianco del brasiliano André Dias, dell'italiano Giuseppe Biava e del rumeno Ștefan Radu. Disputa un'ottima stagione sul piano personale, venendo elogiato dagli addetti ai lavori come il migliore terzino del campionato; chiude con 34 presenze in Serie A e 1 in Coppa Italia, per un totale di 35 gare giocate; la squadra capitolina, classificandosi quinta, riesce a conquistare l'accesso all'Europa League.

##### Juventus

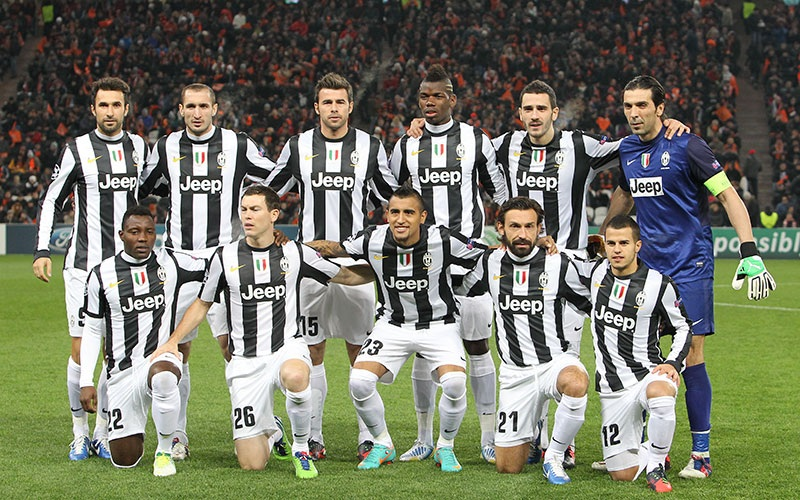
Lichtsteiner (accosciato, secondo da sinistra) nella Juventus campione d'Italia 2012-2013

Il 1º luglio 2011 la Juventus ufficializza l'acquisto del giocatore per 10 milioni di euro. Il successivo 11 settembre, durante l'esordio in campionato contro il Parma, segna la sua prima rete in maglia bianconera; è anche il primo gol ufficiale nello Juventus Stadium. Si ripete all'ultima gara del girone d'andata giocata a Bergamo contro l'Atalanta, aprendo le marcature nel 2-0 che permette alla Juventus di laurearsi, simbolicamente, campione d'inverno. Il 6 maggio 2012, con una giornata d'anticipo, conquista il suo primo scudetto con la maglia bianconera, nella partita giocata in campo neutro di Trieste contro il Cagliari e vinta 2-0.
La stagione 2012-13 inizia con la vittoria, l'11 agosto a Pechino, della Supercoppa di Lega, grazie al 4-2 ai supplementari sul Napoli; è la seconda vittoria nella manifestazione per Lichtsteiner, dopo quella del 2009 raggiunta con la Lazio. Il 9 dicembre successivo risulta decisivo segnando la rete del definitivo 1-0 in casa del Palermo. Il 5 maggio 2013, esattamente a un girone di distanza, dopo la vittoria della Juventus sulla squadra rosanero nuovamente per 1-0, vince il secondo tricolore di fila.

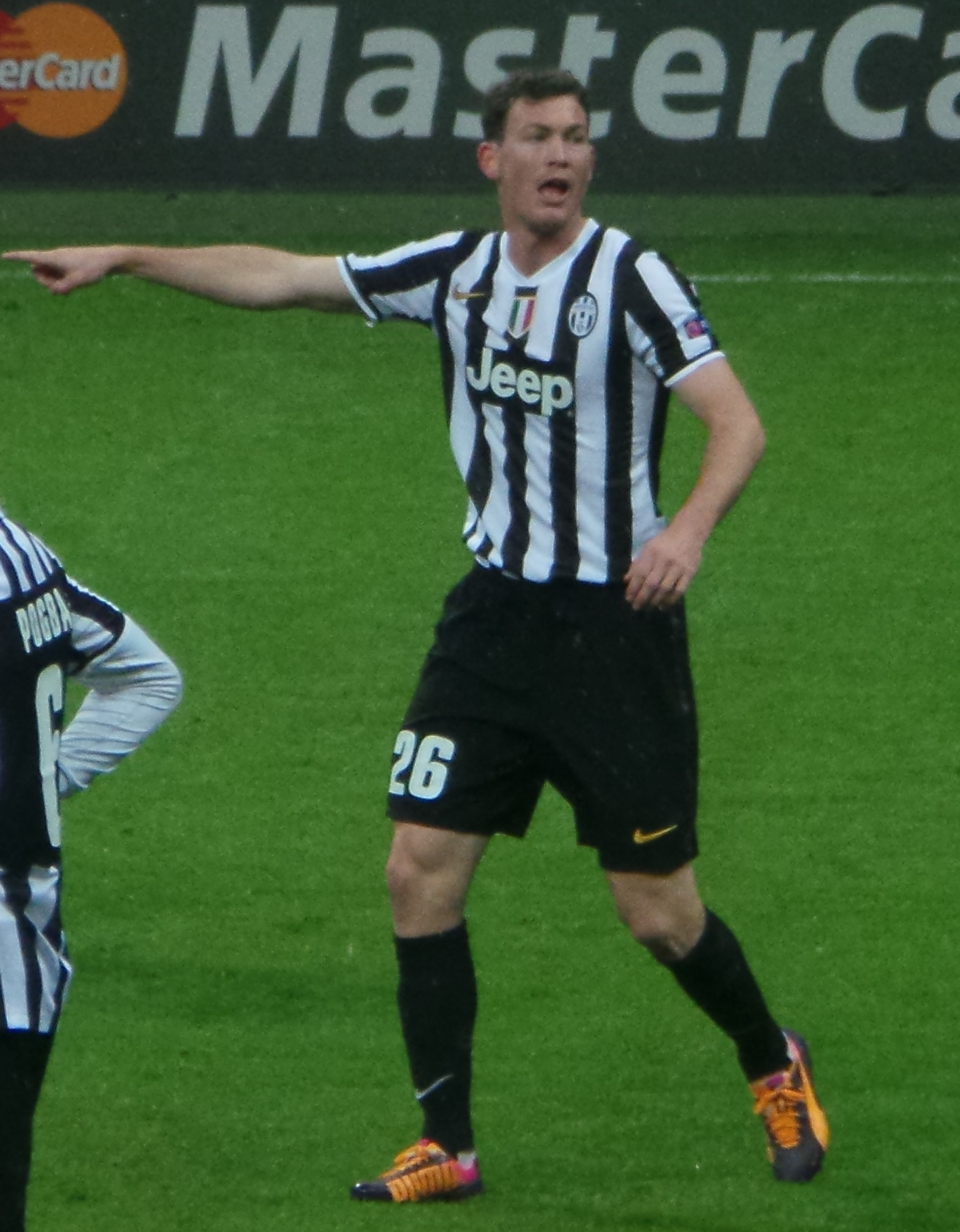
Lichtsteiner in azione in maglia bianconera nel 2013

Nella prima gara ufficiale della stagione 2013-14, la Supercoppa italiana che il 18 agosto 2013 lo vede contrapposto ai suoi ex compagni della Lazio, Lichtsteiner è tra i maggiori protagonisti del successo bianconero, realizzando la terza rete e fornendo due assist ai compagni nel 4-0 della Juventus. A fine stagione, per lo svizzero arriva il terzo scudetto consecutivo. L'annata successiva, 2014-15, è quella che lo vede maggiormente impiegato in carriera, con 49 presenza totali. Oltre al quarto campionato italiano consecutivo dei bianconeri, cui Lichtsteiner contribuisce con 3 reti, a fine stagione arriva anche il double nazionale grazie alla Coppa Italia, vinta ai supplementari ancora una volta contro la sua ex squadra biancoceleste; gioca inoltre la sua prima finale di Champions League, persa 1-3 a Berlino contro il Barcellona.
Nella stagione 2015-16 è titolare nella Supercoppa di Lega giocata l'8 agosto e vinta per 2-0 a Shanghai, nuovamente a spese della Lazio. La sua quinta annata a Torino subisce tuttavia un brusco stop il 23 settembre quando, durante l'intervallo della gara casalinga contro il Frosinone, accusa un malore con difficoltà respiratorie: nei giorni successivi gli viene diagnosticato un flutter atriale, un'aritmia benigna che il 2 ottobre lo porta a sottoporsi a un intervento chirurgico di ablazione al cuore. Una volta ristabilitosi e riottenuta l'idoneità sportiva, il lucernese torna in campo il 3 novembre 2015 nella sfida contro il Borussia M'gladbach, trovando nell'occasione anche la sua prima rete in Champions League che vale il definitivo 1-1: a fine stagione, la UEFA inserirà questo gol tra i 10 più belli dell'edizione. Nel frattempo, il 20 gennaio 2016 sigla di nuovo alla Lazio la sua prima rete in Coppa Italia, un 1-0 che permette alla Juventus di accedere alle semifinali della competizione, poi vinta il 21 maggio 2016 contro un Milan superato 1-0 al termine dei supplementari. In precedenza il 25 aprile, a coronamento di una rimonta-record, era già arrivato lo scudetto, il quinto di fila per la Juventus e per Lichtsteiner, il quale contribuisce così a far bissare al club il double dell'anno precedente.

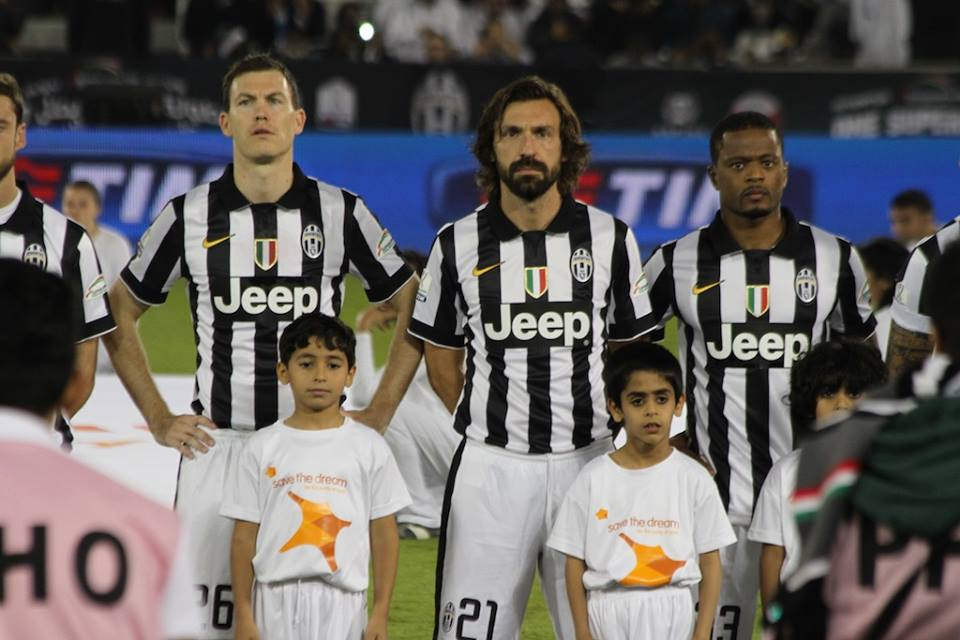
Gli juventini Lichtsteiner, Pirlo ed Evra prima del fischio d'inizio della Supercoppa italiana 2014

Anche l'annata 2016-17 si chiude per il difensore con un double grazie alla terza Coppa Italia consecutiva, sollevata nella vittoria finale del 17 maggio 2017 a Roma contro la Lazio, e al sesto titolo italiano di fila, arrivato quattro giorni dopo con il successo 3-0 allo Stadium sul Crotone: con quest'ultimo trionfo, la Juventus batte dopo 82 anni il record del Quinquennio d'oro. Tuttavia, come sintomo dell'avanzare degli anni, durante la stagione il difensore viene inizialmente escluso dalla lista UEFA, pur rientrandovi nel gennaio seguente (a causa dell'esclusione di Hernanes).
Ormai tra i senatori della formazione torinese, nella stagione 2017-18, in occasione del vittorioso incontro casalingo di Serie A del 9 settembre 2017 contro il Chievo (3-0), scende in campo per la prima volta con la fascia di capitano al braccio. Nonostante venga ancora inizialmente escluso dalla lista UEFA, salvo riguadagnarsi nuovamente il posto in gennaio (a seguito dell'esclusione di Höwedes), per lo svizzero anche in quest'annata si ripetono i successi degli anni precedenti, con la Juventus che fa suoi il settimo scudetto e annesso quarto double domestico consecutivi – quest'ultimo un primato nella storia del calcio italiano –: Lichtsteiner, insieme ai compagni di squadra Barzagli, Buffon, Chiellini e Marchisio, è tra i 5 eptacampioni d'Italia di questo ciclo bianconero.
È questa l'ultima stagione a Torino del lucernese il quale, dopo sette anni e quattordici trofei – compresi i succitati sette scudetti che ne fanno tuttora lo straniero più titolato nella storia del campionato italiano –, già sul finire del torneo aveva ufficializzato la volontà di chiudere la sua esperienza juventina causa mancanza di ulteriori stimoli.

##### Arsenal e Augusta
Svincolatosi dalla Juventus, il 5 giugno 2018 Lichtsteiner approda in Inghilterra accasandosi all'Arsenal. L'esperienza a Londra non è tuttavia positiva per il terzino svizzero: non riesce a sovvertire le gerarchie del tecnico Unai Emery il quale lo schiera in campo solo sporadicamente, preferendogli elementi come Bellerín e Maitland-Niles, e patisce il mancato feeling con la tifoseria. Con i Gunners partecipa comunque alla cavalcata in Europa League, dove la squadra raggiunge la finale di Baku, tuttavia conclusasi con una cocente sconfitta 1-4 nel derby londinese contro il Chelsea. Sul finire di una stagione rivelatasi tutt'altro che esaltante sul piano personale, nel giugno 2019 ufficializza il suo prossimo addio all'Arsenal.
Il successivo 19 agosto si trasferisce da svincolato ai tedeschi dell'Augusta. In Germania ha un avvio di stagione 2019-2020 in sordina, ritrovando una parziale continuità di rendimento solo nel corso dei mesi, seppure alle prese con il dualismo con il più giovane compagno di reparto Framberger; autore di prestazioni altalenanti, nell'annata in Baviera il lucernese diventa ben più importante come uomo-spogliatorio per il tecnico Martin Schmidt, mettendo la sua esperienza al servizio, per la prima volta in carriera, di una squadra interessata unicamente alla salvezza. Rimane ad Augusta lo spazio di un campionato, chiuso dal club con la permanenza in Bundesliga, svestendo la maglia biancorossoverde nell'estate seguente e ufficializzando, poche settimane dopo, il suo ritiro dal calcio giocato.

#### Nazionale

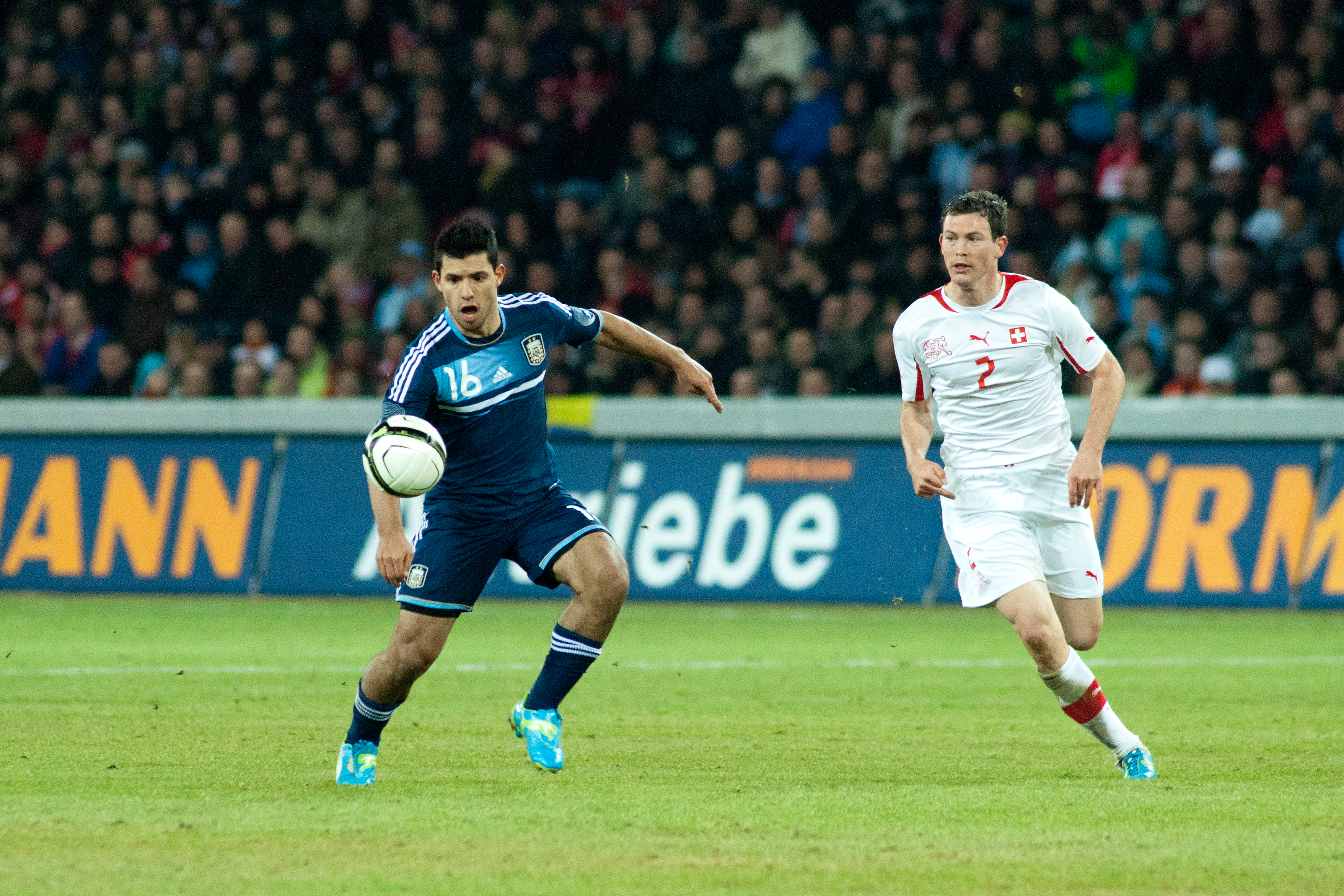
Lichtsteiner (a destra) in azione con la Svizzera nel 2012, in marcatura sull'argentino Agüero

Prima di approdare nella nazionale maggiore, compie tutta la trafila delle giovanili culminata con la convocazione alla fase finale dell'europeo under 21 2004. L'anno dopo arriva la prima chiamata in nazionale A, per le partite contro Israele e Cipro nell'ambito delle qualificazioni UEFA al campionato del mondo 2006, senza tuttavia scendere in campo nella circostanza.
L'esordio avviene il 15 novembre 2006, grazie al commissario tecnico Jakob Kuhn, in occasione di un'amichevole a Basilea contro il Brasile. Durante le amichevoli di preparazione al campionato d'Europa 2008, Lichtsteiner è spesso impiegato come titolare anche a causa dell'infortunio di Philipp Degen. È poi convocato da Kuhn per disputare la fase finale della rassegna continentale, organizzata congiuntamente da Austria e Svizzera, dove gioca da titolare le tre partite della fase a gironi.
Sotto la gestione del nuovo selezionatore Ottmar Hitzfeld prende poi parte con la sua nazionale al campionato del mondo 2010 in Sudafrica, chiuso dagli elvetici al primo turno.

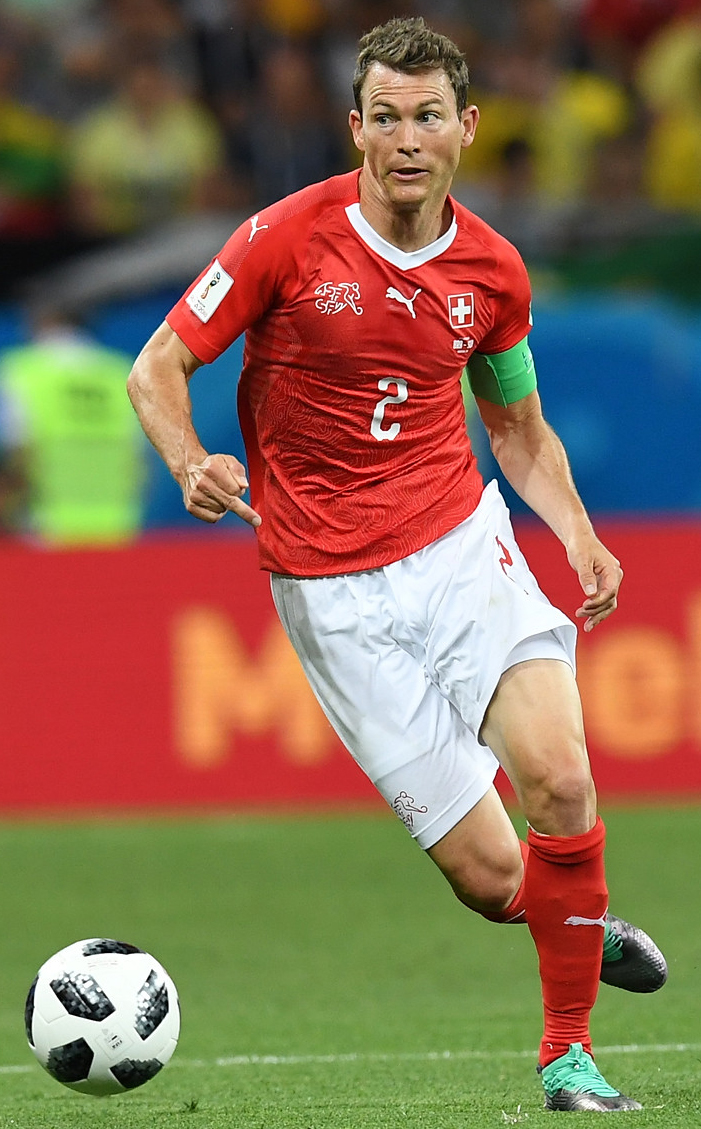
Lichtsteiner capitano della nazionale durante il

Nell'agosto 2011, durante l'amichevole Liechtenstein-Svizzera a Vaduz, da due suoi cross scaturiscono una rete e un autogol che permettono alla sua nazionale di vincere la sfida 2-1. L'11 ottobre dello stesso anno, a Basilea, segna al Montenegro la sua prima rete in maglia rossocrociata. Il 6 settembre 2013, durante le qualificazioni UEFA al campionato del mondo 2014, mette a segno la sua prima doppietta in nazionale, nel 4-4 di Berna contro l'Islanda. Nel successiva fase finale in Brasile scende in campo in tutte e quattro le partite disputate dalla Svizzera, prima dell'eliminazione agli ottavi di finale contro l'Argentina, a San Paolo, maturata ai tempi supplementari.
Convocato dal CT Vladimir Petković per il campionato d'Europa 2016 in Francia, a causa dell'assenza di Gökhan Inler eredita da quest'ultimo la fascia di capitano della nazionale elvetica, che chiude la rassegna continentale agli ottavi di finale, miglior piazzamento della propria storia all'europeo. Da qui in avanti, Lichtsteiner mantiene definitivamente i gradi di capitano dei rossocrociati.
Convocato per il campionato del mondo 2018 in Russia, in occasione dell'amichevole preparatoria dell'8 giugno e vinta 2-0 contro il Giappone taglia il traguardo delle 100 presenze in nazionale. Durante la rassegna iridata, chiusa dagli elvetici agli ottavi di finale dinanzi alla Svezia, Lichtsteiner si rende protagonista di un gesto controverso durante la vittoriosa sfida della fase a gironi sulla Serbia (2-1), quando nel festeggiare i gol dei connazionali Shaqiri e Xhaka, entrambi di origine albanese-kosovara, si unisce a loro nel mimare irriverentemente l'aquila bicipite, a mo' di sfottò politico nei confronti dei serbi, e rivendicando pubblicamente la cosa al termine della gara: per tale comportamento, viene ammonito e multato dalla FIFA.
Gioca la sua ultima gara in nazionale il 15 novembre 2019 a San Gallo, in occasione della vittoria sulla Georgia (1-0) valevole per le qualificazioni al campionato d'Europa 2020. Le 108 partite disputate in maglia biancorossa ne fanno uno dei 10 giocatori più presenti nella storia della nazionale elvetica.

### Allenatore
Nell'agosto 2021 assume il ruolo di assistente sia nello staff tecnico della squadra under 16 del Kriens sia in quello della nazionale under 18 svizzera. Il 1º febbraio 2022 entra nello staff del Basilea, come responsabile della fase difensiva di tutte le squadre giovanili rossoblù. Nella stagione 2022-2023 passa ad allenare la squadra under 15 basilese, quindi nella seguente prende in mano l'under 16.
Nell'estate 2024 assume per la prima volta la guida di una prima squadra, il Wettswil-Bonstetten, militante nel campionato svizzero di 1ª Lega.

## Statistiche

### Presenze e reti nei club
| Stagione            | Squadra             | Campionato          | Campionato | Campionato | Coppe nazionali | Coppe nazionali | Coppe nazionali | Coppe continentali | Coppe continentali | Coppe continentali | Altre coppe | Altre coppe | Altre coppe | Totale | Totale |
| Stagione            | Squadra             | Comp                | Pres       | Reti       | Comp            | Pres            | Reti            | Comp               | Pres               | Reti               | Comp        | Pres        | Reti        | Pres   | Reti   |
| ------------------- | ------------------- | ------------------- | ---------- | ---------- | --------------- | --------------- | --------------- | ------------------ | ------------------ | ------------------ | ----------- | ----------- | ----------- | ------ | ------ |
| 2001-2002           | Grasshoppers        | SL                  | 1          | 0          | CS              | ?               | ?               | -                  | -                  | -                  | -           | -           | -           | 1      | 0      |
| 2002-2003           | Grasshoppers        | SL                  | 25         | 0          | CS              | ?               | ?               | CU                 | 2                  | 0                  | -           | -           | -           | 27     | 0      |
| 2003-2004           | Grasshoppers        | SL                  | 26         | 2          | CS              | 4               | 0               | UCL+CU             | 2+2                | 0                  | -           | -           | -           | 34     | 2      |
| 2004-2005           | Grasshoppers        | SL                  | 27         | 2          | CS              | 1               | 0               | -                  | -                  | -                  | -           | -           | -           | 28     | 2      |
| Totale Grasshoppers | Totale Grasshoppers | Totale Grasshoppers | 79         | 4          |                 | 5+              | 0+              |                    | 6                  | 0                  |             | -           | -           | 90+    | 4+     |
| 2005-2006           | Lilla               | L1                  | 31         | 1          | CF+CdL          | 2+2             | 0               | UCL+CU             | 4+4                | 0                  | -           | -           | -           | 43     | 1      |
| 2006-2007           | Lilla               | L1                  | 24         | 0          | CF+CdL          | 3+2             | 0               | UCL                | 3                  | 0                  | -           | -           | -           | 32     | 0      |
| 2007-2008           | Lilla               | L1                  | 34         | 4          | CF+CdL          | 3+1             | 1+0             | -                  | -                  | -                  | -           | -           | -           | 38     | 5      |
| Totale Lilla        | Totale Lilla        | Totale Lilla        | 89         | 5          |                 | 13              | 1               |                    | 11                 | 0                  |             | -           | -           | 113    | 6      |
| 2008-2009           | Lazio               | A                   | 33         | 1          | CI              | 6               | 0               | -                  | -                  | -                  | -           | -           | -           | 39     | 1      |
| 2009-2010           | Lazio               | A                   | 33         | 2          | CI              | 2               | 0               | UEL                | 7                  | 0                  | SI          | 1           | 0           | 43     | 2      |
| 2010-2011           | Lazio               | A                   | 34         | 0          | CI              | 1               | 0               | -                  | -                  | -                  | -           | -           | -           | 35     | 0      |
| Totale Lazio        | Totale Lazio        | Totale Lazio        | 100        | 3          |                 | 9               | 0               |                    | 7                  | 0                  |             | 1           | 0           | 117    | 3      |
| 2011-2012           | Juventus            | A                   | 35         | 2          | CI              | 3               | 0               | -                  | -                  | -                  | -           | -           | -           | 38     | 2      |
| 2012-2013           | Juventus            | A                   | 28         | 4          | CI              | 1               | 0               | UCL                | 6                  | 0                  | SI          | 1           | 0           | 36     | 4      |
| 2013-2014           | Juventus            | A                   | 27         | 2          | CI              | 1               | 0               | UCL+UEL            | 3+4                | 0                  | SI          | 1           | 1           | 36     | 3      |
| 2014-2015           | Juventus            | A                   | 32         | 3          | CI              | 3               | 0               | UCL                | 13                 | 0                  | SI          | 1           | 0           | 49     | 3      |
| 2015-2016           | Juventus            | A                   | 26         | 0          | CI              | 4               | 1               | UCL                | 6                  | 1                  | SI          | 1           | 0           | 37     | 2      |
| 2016-2017           | Juventus            | A                   | 26         | 1          | CI              | 2               | 0               | UCL                | 1                  | 0                  | SI          | 1           | 0           | 30     | 1      |
| 2017-2018           | Juventus            | A                   | 27         | 0          | CI              | 3               | 0               | UCL                | 2                  | 0                  | SI          | 0           | 0           | 32     | 0      |
| Totale Juventus     | Totale Juventus     | Totale Juventus     | 201        | 12         |                 | 17              | 1               |                    | 35                 | 1                  |             | 5           | 1           | 258    | 15     |
| 2018-2019           | Arsenal             | PL                  | 14         | 0          | FACup+CdL       | 1+2             | 0+1             | UEL                | 6                  | 0                  | -           | -           | -           | 23     | 1      |
| 2019-2020           | Augusta             | BL                  | 20         | 0          | CG              | 0               | 0               | -                  | -                  | -                  | -           | -           | -           | 20     | 0      |
| Totale carriera     | Totale carriera     | Totale carriera     | 503        | 24         |                 | 47+             | 3+              |                    | 65                 | 1                  |             | 6           | 1           | 621+   | 29+    |

### Cronologia presenze e reti in nazionale
| Cronologia completa delle presenze e delle reti in nazionale ― Svizzera | Cronologia completa delle presenze e delle reti in nazionale ― Svizzera | Cronologia completa delle presenze e delle reti in nazionale ― Svizzera | Cronologia completa delle presenze e delle reti in nazionale ― Svizzera | Cronologia completa delle presenze e delle reti in nazionale ― Svizzera | Cronologia completa delle presenze e delle reti in nazionale ― Svizzera | Cronologia completa delle presenze e delle reti in nazionale ― Svizzera | Cronologia completa delle presenze e delle reti in nazionale ― Svizzera |
| Data                                                                    | Città                                                                   | In casa                                                                 | Risultato                                                               | Ospiti                                                                  | Competizione                                                            | Reti                                                                    | Note                                                                    |
| ----------------------------------------------------------------------- | ----------------------------------------------------------------------- | ----------------------------------------------------------------------- | ----------------------------------------------------------------------- | ----------------------------------------------------------------------- | ----------------------------------------------------------------------- | ----------------------------------------------------------------------- | ----------------------------------------------------------------------- |
| 15-11-2006                                                              | Basilea                                                                 | Svizzera                                                                | 1 – 2                                                                   | Brasile                                                                 | Amichevole                                                              | -                                                                       | 61’ 84’                                                                 |
| 22-3-2007                                                               | Fort Lauderdale                                                         | Giamaica                                                                | 0 – 2                                                                   | Svizzera                                                                | Amichevole                                                              | -                                                                       |                                                                         |
| 25-3-2007                                                               | Miami                                                                   | Colombia                                                                | 3 – 1                                                                   | Svizzera                                                                | Amichevole                                                              | -                                                                       |                                                                         |
| 22-8-2007                                                               | Ginevra                                                                 | Svizzera                                                                | 2 – 1                                                                   | Paesi Bassi                                                             | Amichevole                                                              | -                                                                       | 69’                                                                     |
| 11-9-2007                                                               | Klagenfurt                                                              | Svizzera                                                                | 3 – 4                                                                   | Giappone                                                                | Amichevole                                                              | -                                                                       | 71’                                                                     |
| 13-10-2007                                                              | Zurigo                                                                  | Svizzera                                                                | 3 – 1                                                                   | Austria                                                                 | Amichevole                                                              | -                                                                       |                                                                         |
| 17-10-2007                                                              | Basilea                                                                 | Svizzera                                                                | 0 – 1                                                                   | Stati Uniti                                                             | Amichevole                                                              | -                                                                       |                                                                         |
| 20-11-2007                                                              | Zurigo                                                                  | Svizzera                                                                | 0 – 1                                                                   | Nigeria                                                                 | Amichevole                                                              | -                                                                       | 9’                                                                      |
| 6-2-2008                                                                | Londra                                                                  | Inghilterra                                                             | 2 – 1                                                                   | Svizzera                                                                | Amichevole                                                              | -                                                                       | 46’                                                                     |
| 26-3-2008                                                               | Basilea                                                                 | Svizzera                                                                | 0 – 4                                                                   | Germania                                                                | Amichevole                                                              | -                                                                       |                                                                         |
| 24-5-2008                                                               | Lugano                                                                  | Svizzera                                                                | 2 – 0                                                                   | Slovacchia                                                              | Amichevole                                                              | -                                                                       | 79’                                                                     |
| 30-5-2008                                                               | San Gallo                                                               | Svizzera                                                                | 3 – 0                                                                   | Liechtenstein                                                           | Amichevole                                                              | -                                                                       | 58’                                                                     |
| 7-6-2008                                                                | Basilea                                                                 | Svizzera                                                                | 0 – 1                                                                   | Rep. Ceca                                                               | Euro 2008 - 1º turno                                                    | -                                                                       | 75’                                                                     |
| 11-6-2008                                                               | Basilea                                                                 | Svizzera                                                                | 1 – 2                                                                   | Turchia                                                                 | Euro 2008 - 1º turno                                                    | -                                                                       |                                                                         |
| 15-6-2008                                                               | Basilea                                                                 | Svizzera                                                                | 2 – 0                                                                   | Portogallo                                                              | Euro 2008 - 1º turno                                                    | -                                                                       | 84’                                                                     |
| 6-9-2008                                                                | Tel Aviv                                                                | Israele                                                                 | 2 – 2                                                                   | Svizzera                                                                | Qual. Mondiali 2010                                                     | -                                                                       |                                                                         |
| 11-10-2008                                                              | San Gallo                                                               | Svizzera                                                                | 2 – 1                                                                   | Lettonia                                                                | Qual. Mondiali 2010                                                     | -                                                                       |                                                                         |
| 15-10-2008                                                              | Atene                                                                   | Grecia                                                                  | 1 – 2                                                                   | Svizzera                                                                | Qual. Mondiali 2010                                                     | -                                                                       | 84’                                                                     |
| 19-11-2008                                                              | San Gallo                                                               | Svizzera                                                                | 1 – 0                                                                   | Finlandia                                                               | Amichevole                                                              | -                                                                       | 46’                                                                     |
| 28-3-2009                                                               | Chișinău                                                                | Moldavia                                                                | 0 – 2                                                                   | Svizzera                                                                | Qual. Mondiali 2010                                                     | -                                                                       |                                                                         |
| 1-4-2009                                                                | Ginevra                                                                 | Svizzera                                                                | 2 – 0                                                                   | Moldavia                                                                | Qual. Mondiali 2010                                                     | -                                                                       | 77’                                                                     |
| 9-9-2009                                                                | Riga                                                                    | Lettonia                                                                | 2 – 2                                                                   | Svizzera                                                                | Qual. Mondiali 2010                                                     | -                                                                       |                                                                         |
| 10-10-2009                                                              | Lussemburgo                                                             | Lussemburgo                                                             | 0 – 3                                                                   | Svizzera                                                                | Qual. Mondiali 2010                                                     | -                                                                       |                                                                         |
| 14-10-2009                                                              | Basilea                                                                 | Svizzera                                                                | 0 – 0                                                                   | Israele                                                                 | Qual. Mondiali 2010                                                     | -                                                                       | 71’                                                                     |
| 14-11-2009                                                              | Ginevra                                                                 | Svizzera                                                                | 0 – 1                                                                   | Norvegia                                                                | Amichevole                                                              | -                                                                       | 46’                                                                     |
| 3-3-2010                                                                | San Gallo                                                               | Svizzera                                                                | 1 – 3                                                                   | Uruguay                                                                 | Amichevole                                                              | -                                                                       |                                                                         |
| 1-6-2010                                                                | Sion                                                                    | Svizzera                                                                | 0 – 1                                                                   | Costa Rica                                                              | Amichevole                                                              | -                                                                       |                                                                         |
| 5-6-2010                                                                | Ginevra                                                                 | Svizzera                                                                | 1 – 1                                                                   | Italia                                                                  | Amichevole                                                              | -                                                                       | 82’                                                                     |
| 16-6-2010                                                               | Durban                                                                  | Spagna                                                                  | 0 – 1                                                                   | Svizzera                                                                | Mondiali 2010 - 1º turno                                                | -                                                                       |                                                                         |
| 21-6-2010                                                               | Port Elizabeth                                                          | Cile                                                                    | 1 – 0                                                                   | Svizzera                                                                | Mondiali 2010 - 1º turno                                                | -                                                                       |                                                                         |
| 25-6-2010                                                               | Bloemfontein                                                            | Svizzera                                                                | 0 – 0                                                                   | Honduras                                                                | Mondiali 2010 - 1º turno                                                | -                                                                       |                                                                         |
| 11-8-2010                                                               | Klagenfurt                                                              | Austria                                                                 | 0 – 1                                                                   | Svizzera                                                                | Amichevole                                                              | -                                                                       |                                                                         |
| 3-9-2010                                                                | San Gallo                                                               | Svizzera                                                                | 0 – 0                                                                   | Australia                                                               | Amichevole                                                              | -                                                                       | 46’                                                                     |
| 7-9-2010                                                                | Basilea                                                                 | Svizzera                                                                | 1 – 3                                                                   | Inghilterra                                                             | Qual. Euro 2012                                                         | -                                                                       | 57’, 65’                                                                |
| 12-10-2010                                                              | Basilea                                                                 | Svizzera                                                                | 4 – 1                                                                   | Galles                                                                  | Qual. Euro 2012                                                         | -                                                                       | 18’                                                                     |
| 17-11-2010                                                              | Ginevra                                                                 | Svizzera                                                                | 2 – 2                                                                   | Ucraina                                                                 | Amichevole                                                              | -                                                                       | 72’                                                                     |
| 9-2-2011                                                                | Ta' Qali                                                                | Malta                                                                   | 0 – 0                                                                   | Svizzera                                                                | Amichevole                                                              | -                                                                       | 68’                                                                     |
| 26-3-2011                                                               | Sofia                                                                   | Bulgaria                                                                | 0 – 0                                                                   | Svizzera                                                                | Qual. Euro 2012                                                         | -                                                                       |                                                                         |
| 4-6-2011                                                                | Londra                                                                  | Inghilterra                                                             | 2 – 2                                                                   | Svizzera                                                                | Qual. Euro 2012                                                         | -                                                                       |                                                                         |
| 10-8-2011                                                               | Vaduz                                                                   | Liechtenstein                                                           | 1 – 2                                                                   | Svizzera                                                                | Amichevole                                                              | -                                                                       | 48’ 83’                                                                 |
| 6-9-2011                                                                | Basilea                                                                 | Svizzera                                                                | 3 – 1                                                                   | Bulgaria                                                                | Qual. Euro 2012                                                         | -                                                                       |                                                                         |
| 7-10-2011                                                               | Swansea                                                                 | Galles                                                                  | 2 – 0                                                                   | Svizzera                                                                | Qual. Euro 2012                                                         | -                                                                       |                                                                         |
| 11-10-2011                                                              | Basilea                                                                 | Svizzera                                                                | 2 – 0                                                                   | Montenegro                                                              | Qual. Euro 2012                                                         | 1                                                                       | 14’                                                                     |
| 11-11-2011                                                              | Amsterdam                                                               | Paesi Bassi                                                             | 0 – 0                                                                   | Svizzera                                                                | Amichevole                                                              | -                                                                       | 9’                                                                      |
| 15-11-2011                                                              | Lussemburgo                                                             | Lussemburgo                                                             | 0 – 1                                                                   | Svizzera                                                                | Amichevole                                                              | -                                                                       | 70’                                                                     |
| 29-2-2012                                                               | Berna                                                                   | Svizzera                                                                | 1 – 3                                                                   | Argentina                                                               | Amichevole                                                              | -                                                                       | 57’                                                                     |
| 26-5-2012                                                               | Basilea                                                                 | Svizzera                                                                | 5 – 3                                                                   | Germania                                                                | Amichevole                                                              | 1                                                                       |                                                                         |
| 30-5-2012                                                               | Lucerna                                                                 | Svizzera                                                                | 0 – 1                                                                   | Romania                                                                 | Amichevole                                                              | -                                                                       |                                                                         |
| 15-8-2012                                                               | Spalato                                                                 | Croazia                                                                 | 2 – 4                                                                   | Svizzera                                                                | Amichevole                                                              | -                                                                       | 46’                                                                     |
| 7-9-2012                                                                | Lubiana                                                                 | Slovenia                                                                | 0 – 2                                                                   | Svizzera                                                                | Qual. Mondiali 2014                                                     | -                                                                       |                                                                         |
| 11-9-2012                                                               | Lucerna                                                                 | Svizzera                                                                | 2 – 0                                                                   | Albania                                                                 | Qual. Mondiali 2014                                                     | -                                                                       |                                                                         |
| 12-10-2012                                                              | Berna                                                                   | Svizzera                                                                | 1 – 1                                                                   | Norvegia                                                                | Qual. Mondiali 2014                                                     | -                                                                       | 44’                                                                     |
| 16-10-2012                                                              | Reykjavík                                                               | Islanda                                                                 | 0 – 2                                                                   | Svizzera                                                                | Qual. Mondiali 2014                                                     | -                                                                       |                                                                         |
| 14-11-2012                                                              | Susa                                                                    | Tunisia                                                                 | 1 – 2                                                                   | Svizzera                                                                | Amichevole                                                              | -                                                                       | 46’                                                                     |
| 6-2-2013                                                                | Il Pireo                                                                | Grecia                                                                  | 0 – 0                                                                   | Svizzera                                                                | Amichevole                                                              | -                                                                       | 30’                                                                     |
| 23-3-2013                                                               | Strovolos                                                               | Cipro                                                                   | 0 – 0                                                                   | Svizzera                                                                | Qual. Mondiali 2014                                                     | -                                                                       | 62’                                                                     |
| 8-6-2013                                                                | Ginevra                                                                 | Svizzera                                                                | 1 – 0                                                                   | Cipro                                                                   | Qual. Mondiali 2014                                                     | -                                                                       |                                                                         |
| 14-8-2013                                                               | Basilea                                                                 | Svizzera                                                                | 1 – 0                                                                   | Brasile                                                                 | Amichevole                                                              | -                                                                       |                                                                         |
| 6-9-2013                                                                | Berna                                                                   | Svizzera                                                                | 4 – 4                                                                   | Islanda                                                                 | Qual. Mondiali 2014                                                     | 2                                                                       |                                                                         |
| 10-9-2013                                                               | Oslo                                                                    | Norvegia                                                                | 0 – 2                                                                   | Svizzera                                                                | Qual. Mondiali 2014                                                     | -                                                                       |                                                                         |
| 5-3-2014                                                                | San Gallo                                                               | Svizzera                                                                | 2 – 2                                                                   | Croazia                                                                 | Amichevole                                                              | -                                                                       | 43’ 62’                                                                 |
| 30-5-2014                                                               | Lucerna                                                                 | Svizzera                                                                | 1 – 0                                                                   | Giamaica                                                                | Amichevole                                                              | -                                                                       |                                                                         |
| 3-6-2014                                                                | Lucerna                                                                 | Svizzera                                                                | 2 – 0                                                                   | Perù                                                                    | Amichevole                                                              | 1                                                                       |                                                                         |
| 15-6-2014                                                               | Brasilia                                                                | Svizzera                                                                | 2 – 1                                                                   | Ecuador                                                                 | Mondiali 2014 - 1º turno                                                | -                                                                       |                                                                         |
| 20-6-2014                                                               | Salvador                                                                | Svizzera                                                                | 2 – 5                                                                   | Francia                                                                 | Mondiali 2014 - 1º turno                                                | -                                                                       |                                                                         |
| 25-6-2014                                                               | Manaus                                                                  | Honduras                                                                | 0 – 3                                                                   | Svizzera                                                                | Mondiali 2014 - 1º turno                                                | -                                                                       |                                                                         |
| 1-7-2014                                                                | Sao Paulo                                                               | Argentina                                                               | 1 – 0 dts                                                               | Svizzera                                                                | Mondiali 2014 - Ottavi di finale                                        | -                                                                       |                                                                         |
| 8-9-2014                                                                | Basilea                                                                 | Svizzera                                                                | 0 – 2                                                                   | Inghilterra                                                             | Qual. Euro 2016                                                         | -                                                                       |                                                                         |
| 9-10-2014                                                               | Maribor                                                                 | Slovenia                                                                | 1 – 0                                                                   | Svizzera                                                                | Qual. Euro 2016                                                         | -                                                                       |                                                                         |
| 14-10-2014                                                              | Serravalle                                                              | San Marino                                                              | 0 – 4                                                                   | Svizzera                                                                | Qual. Euro 2016                                                         | -                                                                       | 59’                                                                     |
| 15-11-2014                                                              | Basilea                                                                 | Svizzera                                                                | 4 – 0                                                                   | Lituania                                                                | Qual. Euro 2016                                                         | -                                                                       |                                                                         |
| 27-3-2015                                                               | Lucerna                                                                 | Svizzera                                                                | 3 – 0                                                                   | Estonia                                                                 | Qual. Euro 2016                                                         | -                                                                       | 77’                                                                     |
| 31-3-2015                                                               | Zurigo                                                                  | Svizzera                                                                | 1 – 1                                                                   | Stati Uniti                                                             | Amichevole                                                              | -                                                                       | 46’                                                                     |
| 10-6-2015                                                               | Thun                                                                    | Svizzera                                                                | 3 – 0                                                                   | Liechtenstein                                                           | Amichevole                                                              | -                                                                       | Cap. 46’                                                                |
| 14-6-2015                                                               | Vilnius                                                                 | Lituania                                                                | 1 – 2                                                                   | Svizzera                                                                | Qual. Euro 2016                                                         | -                                                                       |                                                                         |
| 5-9-2015                                                                | Basilea                                                                 | Svizzera                                                                | 3 – 2                                                                   | Slovenia                                                                | Qual. Euro 2016                                                         | -                                                                       | Cap. 63’                                                                |
| 8-9-2015                                                                | Londra                                                                  | Inghilterra                                                             | 2 – 0                                                                   | Svizzera                                                                | Qual. Euro 2016                                                         | -                                                                       |                                                                         |
| 13-11-2015                                                              | Trnava                                                                  | Slovacchia                                                              | 3 – 2                                                                   | Svizzera                                                                | Amichevole                                                              | -                                                                       | 58’                                                                     |
| 17-11-2015                                                              | Vienna                                                                  | Austria                                                                 | 1 – 2                                                                   | Svizzera                                                                | Amichevole                                                              | -                                                                       | 18’                                                                     |
| 29-3-2016                                                               | Zurigo                                                                  | Svizzera                                                                | 3 – 0                                                                   | Bosnia ed Erzegovina                                                    | Amichevole                                                              | -                                                                       | Cap. 65’                                                                |
| 3-6-2016                                                                | Lugano                                                                  | Svizzera                                                                | 2 – 1                                                                   | Moldavia                                                                | Amichevole                                                              | -                                                                       | Cap. 64’                                                                |
| 11-6-2016                                                               | Lens                                                                    | Albania                                                                 | 0 – 1                                                                   | Svizzera                                                                | Euro 2016 - 1º turno                                                    | -                                                                       | Cap.                                                                    |
| 15-6-2016                                                               | Parigi                                                                  | Svizzera                                                                | 1 – 1                                                                   | Romania                                                                 | Euro 2016 - 1º turno                                                    | -                                                                       | Cap.                                                                    |
| 19-6-2016                                                               | Villeneuve-d'Ascq                                                       | Svizzera                                                                | 0 – 0                                                                   | Francia                                                                 | Euro 2016 - 1º turno                                                    | -                                                                       | Cap.                                                                    |
| 25-6-2016                                                               | Saint-Étienne                                                           | Svizzera                                                                | 1 – 1 dts (4 - 5 dtr)                                                   | Polonia                                                                 | Euro 2016 - Ottavi di finale                                            | -                                                                       | Cap.                                                                    |
| 6-9-2016                                                                | Basilea                                                                 | Svizzera                                                                | 2 – 0                                                                   | Portogallo                                                              | Qual. Mondiali 2018                                                     | -                                                                       | 70’                                                                     |
| 7-10-2016                                                               | Budapest                                                                | Ungheria                                                                | 2 – 3                                                                   | Svizzera                                                                | Qual. Mondiali 2018                                                     | -                                                                       | Cap.                                                                    |
| 13-11-2016                                                              | Lucerna                                                                 | Svizzera                                                                | 2 – 0                                                                   | Fær Øer                                                                 | Qual. Mondiali 2018                                                     | 1                                                                       | Cap.                                                                    |
| 25-3-2017                                                               | Carouge                                                                 | Svizzera                                                                | 1 – 0                                                                   | Lettonia                                                                | Qual. Mondiali 2018                                                     | -                                                                       | Cap.                                                                    |
| 9-6-2017                                                                | Tórshavn                                                                | Fær Øer                                                                 | 0 – 2                                                                   | Svizzera                                                                | Qual. Mondiali 2018                                                     | -                                                                       | Cap.                                                                    |
| 31-8-2017                                                               | San Gallo                                                               | Svizzera                                                                | 3 – 0                                                                   | Andorra                                                                 | Qual. Mondiali 2018                                                     | 1                                                                       | Cap.                                                                    |
| 3-9-2017                                                                | Riga                                                                    | Lettonia                                                                | 0 – 3                                                                   | Svizzera                                                                | Qual. Mondiali 2018                                                     | -                                                                       | Cap.                                                                    |
| 7-10-2017                                                               | Basilea                                                                 | Svizzera                                                                | 5 – 2                                                                   | Ungheria                                                                | Qual. Mondiali 2018                                                     | 1                                                                       | Cap.                                                                    |
| 10-10-2017                                                              | Lisbona                                                                 | Portogallo                                                              | 2 – 0                                                                   | Svizzera                                                                | Qual. Mondiali 2018                                                     | -                                                                       | Cap.                                                                    |
| 9-11-2017                                                               | Belfast                                                                 | Irlanda del Nord                                                        | 0 – 1                                                                   | Svizzera                                                                | Qual. Mondiali 2018                                                     | -                                                                       | Cap.                                                                    |
| 12-11-2017                                                              | Lisbona                                                                 | Svizzera                                                                | 0 – 0                                                                   | Irlanda del Nord                                                        | Qual. Mondiali 2018                                                     | -                                                                       | Cap.                                                                    |
| 23-3-2018                                                               | Atene                                                                   | Grecia                                                                  | 0 – 1                                                                   | Svizzera                                                                | Amichevole                                                              | -                                                                       | Cap. 61’                                                                |
| 27-3-2018                                                               | Basilea                                                                 | Svizzera                                                                | 6 – 0                                                                   | Panama                                                                  | Amichevole                                                              | -                                                                       | 69’                                                                     |
| 3-6-2018                                                                | Vila-real                                                               | Spagna                                                                  | 1 – 1                                                                   | Svizzera                                                                | Amichevole                                                              | -                                                                       | Cap. 63’                                                                |
| 8-6-2018                                                                | Lugano                                                                  | Svizzera                                                                | 2 – 0                                                                   | Giappone                                                                | Amichevole                                                              | -                                                                       | Cap. 100ª presenza                                                      |
| 17-6-2018                                                               | Rostov sul Don                                                          | Brasile                                                                 | 1 – 1                                                                   | Svizzera                                                                | Mondiali 2018 - 1º turno                                                | -                                                                       | Cap. 31’ - 87’                                                          |
| 22-6-2018                                                               | Kaliningrad                                                             | Serbia                                                                  | 1 – 2                                                                   | Svizzera                                                                | Mondiali 2018 - 1º turno                                                | -                                                                       | Cap.                                                                    |
| 27-6-2018                                                               | Nižnij Novgorod                                                         | Svizzera                                                                | 2 – 2                                                                   | Costa Rica                                                              | Mondiali 2018 - 1º turno                                                | -                                                                       | Cap. 37’                                                                |
| 11-9-2018                                                               | Leicester                                                               | Inghilterra                                                             | 1 – 0                                                                   | Svizzera                                                                | Amichevole                                                              | -                                                                       | cap. 28’                                                                |
| 23-3-2019                                                               | Tbilisi                                                                 | Georgia                                                                 | 0 – 2                                                                   | Svizzera                                                                | Qual. Euro 2020                                                         | -                                                                       | cap.                                                                    |
| 12-10-2019                                                              | Copenaghen                                                              | Danimarca                                                               | 1 – 0                                                                   | Svizzera                                                                | Qual. Euro 2020                                                         | -                                                                       | Cap. 2’ 68’                                                             |
| 15-10-2019                                                              | Lancy                                                                   | Svizzera                                                                | 2 – 0                                                                   | Irlanda                                                                 | Qual. Euro 2020                                                         | -                                                                       | Cap. 70’                                                                |
| 15-11-2019                                                              | San Gallo                                                               | Svizzera                                                                | 1 – 0                                                                   | Georgia                                                                 | Qual. Euro 2020                                                         | -                                                                       | Cap.                                                                    |
| Totale                                                                  |                                                                         | Presenze (6º posto)                                                     | 108                                                                     |                                                                         | Reti                                                                    | 8                                                                       |                                                                         |

## Palmarès

### Giocatore

#### Club
- Campionato svizzero: 1

Grasshoppers: 2002-2003
- Coppa Italia: 5

Lazio: 2008-2009
Juventus: 2014-2015, 2015-2016, 2016-2017, 2017-2018
- Supercoppa italiana: 4

Lazio: 2009
Juventus: 2012, 2013, 2015
- Campionato italiano: 7

Juventus: 2011-2012, 2012-2013, 2013-2014, 2014-2015, 2015-2016, 2016-2017, 2017-2018